# Serie B 2013-2014 (calcio a 5)
La Serie B 2013-14 è stata la sedicesima edizione del campionato nazionale di calcio a 5 di terzo livello e la ventiquattresima assoluta della categoria. La stagione regolare ha preso avvio il 5 ottobre 2013 e si è conclusa il 5 aprile 2014, prolungandosi fino al 31 maggio con la disputa delle partite di spareggio. Confermata integralmente la formula della stagione precedente, è variato solamente il meccanismo che determina le promozioni tramite play-off: al fine di garantire un maggior interesse alle gare dei triangolari, è stata introdotta una gara secca tra le prime e le seconde classificate, da disputarsi in casa della migliore classificata al termine della stagione regolare. Preso atto della volontà del Montesilvano di iscriversi alla categoria, del posto rimasto vacante dalla concomitante vittoria di campionato e Coppa Italia di serie C da parte della Lodigiani, nonché della rinuncia di 14 tra le società aventi diritto, il Consiglio Direttivo della Divisione Calcio a 5 ha provveduto a ripescare 6 società: Ares Mola, Città di Montesilvano, Kroton Calcio a 5, Ossi Calcio a 5 San Bartolomeo, Real Team Matera, Sant'Isidoro e Virtus Fondi Calcio a 5.

## Girone A

### Partecipanti
Il girone comprende sei società toscane, quattro piemontesi e una ligure. Alle confermate Atlante Grosseto, Bra, Castellamonte, CUS Pisa, Pistoia, Poggibonsese e Prato si sono aggiunte le vincitrici dei relativi campionati di quarto livello, cioè Libertas Astense (serie C1 Piemonte), Isolotto (serie C1 Toscana), Blue Orange (serie C Liguria) nonché la formazione druentina de I Bassotti che dopo sei anni di assenza si riaffaccia in serie B grazie alla vittoria dei play-off nazionali. La Libertas Astense è alla sua prima apparizione nei campionati nazionali mentre la Blue Orange è nata due anni fa dalla fusione tra Ospedaletti City Touring e Bordighera-Sant'Ampelio.
La Terranuovese non ha presentato domanda d'iscrizione, ripartendo dalla serie C1 toscana.

### Classifica[8]
|  | Pos. | Squadra          | Pt | G  | V  | N | P  | GF  | GS  | DR  |
|  | ---- | ---------------- | -- | -- | -- | - | -- | --- | --- | --- |
|  | 1.   | Astense          | 46 | 20 | 14 | 4 | 2  | 109 | 58  | +51 |
|  | 2.   | Poggibonsese     | 42 | 20 | 13 | 3 | 4  | 83  | 58  | +25 |
|  | 3.   | Prato            | 37 | 20 | 11 | 4 | 5  | 90  | 61  | +29 |
|  | 4.   | Bra              | 37 | 20 | 12 | 1 | 7  | 92  | 79  | +13 |
|  | 5.   | Bassotti         | 35 | 20 | 10 | 5 | 5  | 96  | 75  | +21 |
|  | 6.   | Castellamonte    | 32 | 20 | 10 | 2 | 8  | 85  | 64  | +21 |
|  | 7.   | Atlante Grosseto | 27 | 20 | 9  | 0 | 11 | 95  | 99  | -4  |
|  | 8.   | CUS Pisa         | 26 | 20 | 7  | 5 | 8  | 60  | 70  | -10 |
|  | 9.   | Pistoia          | 25 | 20 | 8  | 1 | 11 | 75  | 93  | -8  |
|  | 10.  | Isolotto         | 9  | 20 | 2  | 3 | 15 | 50  | 99  | -49 |
|  | 11.  | Blue Orange      | 0  | 20 | 0  | 0 | 20 | 52  | 131 | -79 |

### Verdetti finali[10]
- Libertas Astense promossa in serie A2 2014-15.
- Blue Orange retrocessa in Serie C della Liguria.
- Bra e Isolotto non iscritti al campionato di serie B 2014-15, ripartono dai campionati regionali.

## Girone B

### Partecipanti
Il girone comprende cinque società provenienti dal Veneto, tre dalla Lombardia, due dal Friuli-Venezia Giulia e altrettante dal Trentino-Alto Adige. Alle confermate Arzignano, Bubi Merano, CAME Dosson, Carrè Chiuppano, Palmanova e Real Cornaredo si sono aggiunte le vincitrici dei relativi quattro gironi di serie C1 cioè Bassa Atesina (nata l'anno scorso dalla fusione tra "Bronzolo" e "Laives"), MIR Montecchio, Saints Pagnano e Star Five (tutte alla prima apparizione nei campionati nazionali), nonché il Villorba retrocesso dalla serie A2. La Domus Bresso ha rinunciato alla categoria ripartendo dalla serie C2 regionale mentre lo Jesolo, dopo oltre vent'anni di attività, non ha presentato domanda di iscrizione ad alcun campionato organizzato dalla FIGC, scomparendo. La Polisportiva Circolo Giovanile Bresso ha assunto la denominazione "Città di Bresso Calcio a 5" mentre l'HDI Assicurazioni Trento è stata ripescata in serie A2, assumendo la denominazione di "Tridentina Futsal".

### Classifica[8]
|  | Pos. | Squadra              | Pt | G  | V  | N | P  | GF  | GS  | DR  |
|  | ---- | -------------------- | -- | -- | -- | - | -- | --- | --- | --- |
|  | 1.   | CAME Treviso         | 48 | 22 | 14 | 6 | 2  | 116 | 63  | +53 |
|  | 2.   | Carrè Chiuppano      | 47 | 22 | 15 | 2 | 5  | 85  | 65  | +20 |
|  | 3.   | Arzignano            | 47 | 22 | 15 | 2 | 5  | 107 | 70  | +37 |
|  | 4.   | Montecchio           | 42 | 22 | 13 | 3 | 6  | 93  | 84  | +9  |
|  | 5.   | Villorba             | 35 | 22 | 10 | 5 | 7  | 97  | 60  | +27 |
|  | 6.   | Palmanova            | 33 | 22 | 10 | 3 | 9  | 95  | 96  | -1  |
|  | 7.   | Real Cornaredo       | 31 | 22 | 9  | 4 | 9  | 104 | 89  | +15 |
|  | 8.   | Bresso               | 24 | 22 | 7  | 3 | 12 | 86  | 107 | -21 |
|  | 9.   | Bubi Merano          | 23 | 22 | 7  | 2 | 13 | 57  | 83  | -26 |
|  | 10.  | Star Five Monfalcone | 22 | 22 | 6  | 4 | 12 | 93  | 123 | -30 |
|  | 11.  | Saints Pagnano       | 16 | 22 | 4  | 4 | 14 | 60  | 85  | -25 |
|  | 12.  | Bassa Atesina        | 8  | 22 | 2  | 2 | 18 | 56  | 114 | -58 |

### Verdetti finali[10]
- CAME Dosson e, dopo i play-off, Arzignano promossi in serie A2 2014-15.
- Bassa Atesina retrocessa in Serie C1 del Trentino-Alto Adige.
- Star Five (ripartita dalla Serie C1), Città di Bresso e MIR Montecchio non iscritti al campionato di serie B 2014-15.

## Girone C

### Partecipanti
Il girone comprende sei società provenienti dalle Marche, tre dall'Emilia-Romagna e due dall'Abruzzo. Alle confermate Buldog Lucrezia, CUS Ancona e Porto San Giorgio, presenti nel medesimo girone nell'edizione precedente, si sono aggiunte Bologna 2003 e Imola, provenienti dal girone A, le vincitrici dei campionati di serie C1 delle relative regioni ovvero la "Fratelli Bari" di Reggio Emilia, il "Tenax Sport Club" di Castelfidardo e il Tollo (tutte alla prima apparizione nei campionati nazionali), nonché l'Alma Juventus Fano vincitrice dei play-off nazionali la cui ultima apparizione nella categoria risaliva alla stagione 2005-06. Futsal Portos e Vis Lanciano non hanno presentato domanda di iscrizione, concentrandosi entrambe nel solo calcio a 5 femminile. Completa l'elenco il Montesilvano non iscrittosi in serie A e vincitore appena tre anni fa della Coppa UEFA.

### Classifica[8]
|                                          | Pos. | Squadra           | Pt | G  | V  | N | P  | GF  | GS  | DR   |
| ---------------------------------------- | ---- | ----------------- | -- | -- | -- | - | -- | --- | --- | ---- |
| Vincitrice della Coppa Italia di Serie B | 1.   | Montesilvano      | 60 | 20 | 20 | 0 | 0  | 156 | 44  | +112 |
|                                          | 2.   | Fratelli Bari     | 41 | 20 | 13 | 2 | 5  | 84  | 68  | +16  |
|                                          | 3.   | Imola             | 36 | 20 | 11 | 3 | 6  | 117 | 73  | +44  |
|                                          | 4.   | Porto San Giorgio | 33 | 20 | 10 | 3 | 7  | 79  | 73  | +6   |
|                                          | 5.   | CUS Ancona        | 32 | 20 | 10 | 2 | 8  | 89  | 102 | -13  |
|                                          | 6.   | Porto San Giorgio | 30 | 20 | 8  | 6 | 6  | 94  | 87  | +7   |
|                                          | 7.   | Bologna 2003      | 24 | 20 | 8  | 0 | 12 | 95  | 89  | +6   |
|                                          | 8.   | Civitanova        | 20 | 20 | 6  | 2 | 12 | 67  | 101 | -34  |
|                                          | 9.   | Buldog Lucrezia   | 18 | 20 | 5  | 3 | 12 | 49  | 103 | -54  |
|                                          | 10.  | Fano              | 18 | 20 | 5  | 3 | 12 | 66  | 94  | -28  |
|                                          | 11.  | Tollo             | 6  | 20 | 2  | 0 | 18 | 74  | 136 | -62  |

### Verdetti finali[10]
- Città di Montesilvano promosso in serie A2 2014-15.
- Tollo retrocesso in Serie C1 dell'Abruzzo.

## Girone D

### Partecipanti
Il girone comprende sei società laziali, tre sarde e altrettante umbre. Alle confermate Elmas, Futsal Isola, Innova Carlisport, L'Acquedotto C5, Prato Rinaldo, Real Torgianese (tutte precedentemente nel girone E) si sono aggiunte le vincitrici dei relativi gironi regionali di serie C1 ovvero Atiesse, Nursia e Sporting Lodigiani, quest'ultima vincitrice anche della Coppa Italia nazionale di categoria, nonché il Foligno C5 (nuova denominazione dello storico "Mounting") vincitore dei play-off. Il Torrino durante l'estate si è fuso con la Brillante Roma a formare la Roma Torrino iscritta al campionato di serie A2. Per sostituire Gala Five-Orvietana, Pro Capoterra (iscritta al campionato di serie C2 della Sardegna) e Palestina (quest'ultima retrocessa dalla serie A2 e ripartita dalla serie C1 laziale) non iscrittesi al campionato, sono state ripescate Ossi C5 San Bartolomeo (sconfitta nella finale dei play-off nazionali da I Bassotti) e la Virtus Fondi.

### Classifica[8]
|  | Pos. | Squadra            | Pt | G  | V  | N | P  | GF  | GS  | DR  |
|  | ---- | ------------------ | -- | -- | -- | - | -- | --- | --- | --- |
|  | 1.   | Isola              | 51 | 22 | 16 | 3 | 3  | 117 | 70  | +47 |
|  | 2.   | Carlisport Ariccia | 51 | 22 | 16 | 3 | 3  | 107 | 54  | +53 |
|  | 3.   | Prato Rinaldo      | 49 | 22 | 15 | 4 | 3  | 94  | 47  | +47 |
|  | 4.   | L'Acquedotto       | 45 | 22 | 14 | 3 | 5  | 107 | 69  | +38 |
|  | 5.   | Lodigiani          | 37 | 22 | 11 | 4 | 7  | 100 | 71  | +29 |
|  | 6.   | Nursia             | 35 | 22 | 11 | 2 | 9  | 94  | 87  | +7  |
|  | 7.   | Foligno            | 28 | 22 | 8  | 4 | 10 | 82  | 67  | +15 |
|  | 8.   | Elmas              | 26 | 22 | 8  | 2 | 12 | 82  | 111 | -29 |
|  | 9.   | Ossi               | 20 | 22 | 6  | 2 | 14 | 75  | 117 | -42 |
|  | -    | Real Torgianese    | 16 | 22 | 6  | 1 | 15 | 59  | 116 | -57 |
|  | 10.  | Atiesse            | 15 | 22 | 5  | 0 | 17 | 61  | 106 | -45 |
|  | 11.  | Virtus Fondi       | 6  | 22 | 2  | 0 | 20 | 66  | 129 | -63 |

### Verdetti finali[10]
- Futsal Isola e, dopo i play-off, Innova Carlisport promosse in serie A2 2014-15.
- Real Torgianese esclusa dal campionato dopo la quarta rinuncia (12ª giornata). Tutte le gare residuali in calendario sono state considerate perse con il punteggio di 0-6 a favore della società antagonista[20].
- L'Acquedotto (ripartita dalla Serie D) e Sporting Lodigiani non iscritte al campionato di serie B 2014-15.

## Girone E

### Partecipanti
Il girone comprende sette società pugliesi, una molisana, due campane e altrettante lucane. Alle confermate Barletta C5, Barletta Futsal, Manfredonia (provenienti dal girone C), Bisceglie 1990, Giovinazzo, Sporting Sala Consilina (provenienti dal girone D) e Avis Pleiade Policoro (proveniente dal girone F) si sono aggiunte il Modugno C5 retrocesso dalla serie A2, il Venafro vincitore della serie C1 molisana e le ripescate Real Team Matera (retrocessa sul campo la precedente stagione) e Ares Mola. Quest'ultima società è stata fondata durante l'estate in seguito all'acquisizione del titolo sportivo dell'Atletico Noicattaro mentre il Traiconet Monte di Procida si è unito a Virtus Flegrea e United Colors assumendo la denominazione Partenope C5. Non hanno presentato domanda di iscrizione Five Campobasso e Real Molfetta ripartite dalle categorie regionali, nonché le neopromosse Granianum (vincitrice della serie C1 campana), Real Maratea (vincitrice della serie C1 lucana) e lo Sporting Club Marigliano che durante l'estate aveva rilevato il titolo dello Sparta Pomigliano vincitore dei play-off nazionali.

### Classifica[8]
|  | Pos. | Squadra          | Pt | G  | V  | N | P  | GF  | GS  | DR  |
|  | ---- | ---------------- | -- | -- | -- | - | -- | --- | --- | --- |
|  | 1.   | Policoro         | 57 | 22 | 19 | 0 | 3  | 130 | 57  | +73 |
|  | 2.   | Sala Consilina   | 55 | 22 | 18 | 1 | 3  | 119 | 57  | +62 |
|  | 3.   | Ares Mola        | 48 | 22 | 15 | 3 | 4  | 126 | 103 | +23 |
|  | 4.   | Bisceglie        | 34 | 22 | 10 | 4 | 8  | 72  | 52  | +20 |
|  | 5.   | Partenope        | 34 | 22 | 10 | 4 | 8  | 82  | 76  | +6  |
|  | 6.   | Real Team Matera | 28 | 22 | 9  | 1 | 12 | 69  | 82  | -13 |
|  | 7.   | Manfredonia      | 27 | 22 | 8  | 3 | 11 | 84  | 87  | -3  |
|  | 8.   | Barletta Futsal  | 23 | 22 | 6  | 5 | 11 | 80  | 101 | -21 |
|  | 9.   | Giovinazzo       | 23 | 22 | 6  | 5 | 11 | 70  | 86  | -16 |
|  | 10.  | Venafro          | 16 | 22 | 4  | 4 | 14 | 72  | 115 | -43 |
|  | 11.  | Barletta         | 16 | 22 | 4  | 4 | 14 | 75  | 119 | -44 |
|  | 12.  | Modugno          | 16 | 22 | 4  | 4 | 14 | 58  | 102 | -44 |

### Verdetti finali[10]
- Avis Pleiade Policoro promossa in serie A2 2014-15.
- Modugno retrocesso in Serie C1 ma successivamente ripescato.
- Partenope ripescata in serie A2 2014-15.
- Sporting Sala Consilina non iscritto al campionato di serie B 2014-15.

## Girone F

### Partecipanti
Il girone comprende sei società calabresi, due siciliane e le quattro rimanenti formazioni pugliesi. Alle confermate Atletico Catanzaro-Stefano Gallo, Melito, Mirto C5, Fata Morgana (già presenti nello stesso girone), Azzurri Conversano, C.S.G. Putignano e Sammichele (provenienti dal girone D), si sono aggiunte la Virtus Rutigliano (vincitrice della serie C1 pugliese) e il Città di Villafranca Tirrena che invece ha acquistato il titolo sportivo della vincitrice della serie C1 siciliana ovvero il Santa Lucia del Mela. Fabrizio e Viagrande sono state ripescate in serie A2 mentre il Calabria Ora è stato assorbito dall'Atletico Belvedere. Per rimpiazzare Magic Games C5 (la società rendese vincitrice della serie C1 calabrese) e Città di Melilli che non si sono iscritte, sono state ripescate il Kroton C5 e la formazione bagherese del Sant'Isidoro, sconfitta nella finale dei play-off nazionali dall'Alma Juventus Fano.

### Classifica[8]
|  | Pos. | Squadra               | Pt | G  | V  | N | P  | GF  | GS  | DR  |
|  | ---- | --------------------- | -- | -- | -- | - | -- | --- | --- | --- |
|  | 1.   | Atletico Belvedere    | 58 | 22 | 19 | 1 | 2  | 125 | 47  | +78 |
|  | 2.   | Villafranca Tirrena   | 53 | 22 | 17 | 2 | 3  | 103 | 47  | +56 |
|  | 3.   | Virtus Rutigliano     | 40 | 22 | 12 | 4 | 6  | 99  | 80  | +19 |
|  | 4.   | Atletico Catanzaro SG | 38 | 22 | 12 | 2 | 8  | 86  | 84  | +2  |
|  | 5.   | Sammichele            | 33 | 22 | 9  | 6 | 7  | 74  | 66  | +8  |
|  | 6.   | Sant'Isidoro          | 32 | 22 | 9  | 5 | 8  | 108 | 108 | 0   |
|  | 7.   | CSG Putignano         | 29 | 22 | 8  | 5 | 9  | 69  | 65  | +4  |
|  | 8.   | Azzurri Conversano    | 23 | 22 | 7  | 2 | 13 | 74  | 92  | -18 |
|  | 9.   | Melito                | 22 | 22 | 6  | 4 | 12 | 64  | 92  | -28 |
|  | 10.  | Kroton                | 20 | 22 | 5  | 5 | 12 | 76  | 101 | -25 |
|  | 11.  | Mirto                 | 16 | 22 | 5  | 1 | 16 | 92  | 135 | -43 |
|  | 12.  | Fata Morgana          | 12 | 22 | 3  | 3 | 16 | 73  | 126 | -53 |

### Verdetti finali[10]
- Atletico Belvedere promosso in serie A2 2014-15.
- Fata Morgana retrocesso in Serie C1 ma successivamente ripescato.
- Atletico Catanzaro Stefano Gallo '79 ripescato in serie A2 2014-15.
- Città di Villafranca e Mirto non iscritti al campionato di serie B 2014-15.

## Play-off

### Primo turno[25][26]
Gli incontri saranno disputati con gare di andata (in programma mercoledì 23 aprile eccetto il derby Villorba - Carrè Chiuppano anticipato a sabato 19 aprile) e di ritorno (sabato 26 aprile). L'incontro di ritorno sarà effettuato in casa della squadra meglio classificata nella “Stagione Regolare”. Al termine degli incontri saranno dichiarate vincenti le squadre che nelle due partite (di andata e di ritorno) avranno ottenuto il maggior punteggio ovvero a parità di punteggio le squadre che avranno realizzato il maggior numero di reti. Nel caso di parità gli arbitri della gara di ritorno faranno disputare due tempi supplementari 
di 5 minuti ciascuno. Qualora anche al termine di questi le squadre fossero in parità sarà considerata vincente la 
squadra in migliore posizione di classifica al termine della stagione regolare.
| Squadra 1             | Totale | Squadra 2           | Andata | Ritorno  |
| --------------------- | ------ | ------------------- | ------ | -------- |
| Bassotti              | 5-6    | Poggibonsese        | 2-2    | 3-4      |
| Bra                   | 3-11   | Prato               | 1-7    | 2-4      |
| Montecchio            | 8-11   | Arzignano           | 4-3    | 4-8      |
| Villorba              | 4-7    | Carrè Chiuppano     | 2-2    | 2-5      |
| CUS Ancona            | 7-12   | Fratelli Bari       | 2-5    | 5-7      |
| Porto San Giorgio     | 4-7    | Imola               | 3-2    | 1-5      |
| L'Acquedotto          | 7-1    | Prato Rinaldo       | 1-1    | 6-0      |
| Lodigiani             | 4-7    | Carlisport Ariccia  | 2-2    | 2-5      |
| Bisceglie             | 10-10  | Ares Mola           | 5-3    | 5-7(dts) |
| Partenope             | 11-8   | Sala Consilina      | 4-2    | 7-6      |
| Atletico Catanzaro SG | 8-16   | Virtus Rutigliano   | 0-8    | 8-8      |
| Sammichele            | 4-16   | Villafranca Tirrena | 2-8    | 2-8      |

### Secondo turno
Le 12 Società vincenti delle gare di play-off del 1º turno sono ammesse a quattro triangolari nei quali si affrontano reciprocamente in una gara unica. La squadra che riposerà nella prima giornata è determinata per sorteggio, effettuato dalla segreteria della Divisione Calcio a Cinque, così come la squadra che disputerà la prima gara in trasferta. Nella seconda giornata riposa la squadra che ha vinto la prima gara o, in caso di parità, quella che ha disputato la prima gara in trasferta. Nella terza giornata si svolge la gara fra le due squadre che non si sono incontrate in precedenza. Accedono al turno successivo le prime due squadre di ogni triangolare.

#### 1ª giornata[29]
1º maggio 2014
- Arzignano - Fratelli Bari 7-5
- Carrè Futsal Chiuppano - Imola 6-6
- Innova Carlisport Ariccia - Città di Villafranca 4-3
- Partenope C5 - Virtus Rutigliano 2-3

#### 2ª giornata[30]
6 maggio 2014
- Fratelli Bari - Poggibonsese 6-6
- Prato - Carrè Futsal Chiuppano 3-2
- Città di Villafranca - Ares Mola 6-1
- L'Acquedotto - Partenope C5 9-6

#### 3ª giornata
10 maggio 2014
- Poggibonsese - Arzignano 3-4
- Imola - Prato 3-3
- Ares Mola - Innova Carlisport Ariccia 5-8
- Virtus Rutigliano - L'Acquedotto 5-5

#### Triangolare 1[32]
|  | Squadra       | P.ti | V | P | S | GF | GS | DR |
|  | ------------- | ---- | - | - | - | -- | -- | -- |
|  | Arzignano     | 6    | 2 | 0 | 0 | 11 | 8  | +3 |
|  | Poggibonsese  | 1    | 0 | 1 | 1 | 9  | 10 | -1 |
|  | Fratelli Bari | 1    | 0 | 1 | 1 | 11 | 13 | -2 |
|  |               |      |   |   |   |    |    |    |

#### Triangolare 3[32]
|  | Squadra             | P.ti | V | P | S | GF | GS | DR |
|  | ------------------- | ---- | - | - | - | -- | -- | -- |
|  | Carlisport Ariccia  | 6    | 2 | 0 | 0 | 12 | 8  | +4 |
|  | Villafranca Tirrena | 3    | 1 | 0 | 1 | 9  | 5  | +4 |
|  | Ares Mola           | 0    | 0 | 0 | 2 | 6  | 14 | -8 |
|  |                     |      |   |   |   |    |    |    |

#### Triangolare 2[32]
|  | Squadra         | P.ti | V | P | S | GF | GS | DR |
|  | --------------- | ---- | - | - | - | -- | -- | -- |
|  | Prato           | 4    | 1 | 1 | 0 | 6  | 5  | +1 |
|  | Imola           | 2    | 0 | 2 | 0 | 9  | 9  | 0  |
|  | Carrè Chiuppano | 1    | 0 | 1 | 1 | 8  | 9  | -1 |
|  |                 |      |   |   |   |    |    |    |

#### Triangolare 4[32]
|  | Squadra           | P.ti | V | P | S | GF | GS | DR |
|  | ----------------- | ---- | - | - | - | -- | -- | -- |
|  | L'Acquedotto      | 4    | 1 | 1 | 0 | 14 | 11 | +3 |
|  | Virtus Rutigliano | 4    | 1 | 1 | 0 | 8  | 7  | +1 |
|  | Partenope         | 0    | 0 | 0 | 2 | 8  | 12 | -4 |
|  |                   |      |   |   |   |    |    |    |

### Terzo turno[33]
Le 8 Società classificatesi al primo e secondo posto di ciascun triangolare sono ammesse a disputare una gara unica di play-off da disputarsi in casa delle prime classificate dei triangolare del 2º turno. Al termine degli incontri saranno dichiarate vincenti le squadre che avranno segnato più reti. Nel caso di parità gli arbitri della gara faranno disputare due tempi supplementari di 5 
minuti ciascuno. Qualora anche al termine di questi le due squadre fossero in parità si procederà all'effettuazione dei calci di rigore.
|                    | Risultati  |                     | Luogo e data              |  |
| ------------------ | ---------- | ------------------- | ------------------------- |  |
| Arzignano          | 4-3        | Imola               | Arzignano, 17 maggio 2014 |  |
| Prato              | 9-10 (dtr) | Poggibonsese        | Prato, 17 maggio 2014     |  |
| Carlisport Ariccia | 8-3        | Virtus Rutigliano   | Ariccia, 17 maggio 2014   |  |
| L'Acquedotto       | 4-6 (dtr)  | Villafranca Tirrena | Roma, 17 maggio 2014      |  |

### Quarto turno
Le 4 Società vincenti gli spareggi in gara unica del 3º turno disputano un incontro di spareggio, articolato in gara di andata e di ritorno. La squadra che dovrà disputare la prima gara in trasferta sarà determinata per sorteggio. Al termine degli incontri sono dichiarate vincenti le squadre che nelle due partite avranno ottenuto il maggior punteggio ovvero a parità di punteggio le squadre che avranno realizzato il maggior numero di reti. Nel caso di parità gli arbitri della gara di ritorno faranno disputare due tempi supplementari di 5 minuti ciascuno. Qualora anche al termine di questi le due squadre fossero in parità si procederà all'effettuazione dei calci di rigore. Le Società vincenti tali gare di 4 turno acquisiranno il diritto a richiedere l'ammissione al campionato di Serie A2 2014-2015.

#### Andata[34]
|                     | Risultati |                    | Luogo e data               |  |
| ------------------- | --------- | ------------------ | -------------------------- |  |
| Poggibonsese        | 1-4       | Arzignano          | Poggibonsi, 24 maggio 2014 |  |
| Villafranca Tirrena | 2-3       | Carlisport Ariccia | Messina, 24 maggio 2014    |  |

#### Ritorno[35]
|                    | Risultati |                     | Luogo e data              |  |
| ------------------ | --------- | ------------------- | ------------------------- |  |
| Arzignano          | 3-4       | Poggibonsese        | Arzignano, 31 maggio 2014 |  |
| Carlisport Ariccia | 7-3       | Villafranca Tirrena | Ariccia, 31 maggio 2014   |  |